# Milyeringa veritas
Milyeringa veritas är en fiskart som beskrevs av Whitley, 1945. Milyeringa veritas ingår i släktet Milyeringa och familjen Eleotridae. IUCN kategoriserar arten globalt som otillräckligt studerad. Inga underarter finns listade i Catalogue of Life.